# Kỹ thuật lặp lại ngắt quãng

theo hệ thống Leitner, trả lời đúng sẽ được sang hộp tiếp theo và ngược lại mỗi khi trả lời sai sẽ qua về hộp đầu tiên để tăng số lần ôn và lặp lại.

Lặp lại ngắt quãng (tiếng Anh: Spaced repetition) là kỹ thuật gia tăng thời gian giữa những lần ôn tập để khai thác hiệu ứng tâm lý ngắt quãng ( spacing effect.) Trong một số nghiên cứu khác kỹ thuật này còn có các tên khác như spaced rehearsal, expanding rehearsal, graduated intervals, repetition spacing, repetition scheduling, spaced retrieval và expanded retrieval. 
Mặc dù kỹ thuật này hữu dụng trong nhiều trường hợp nhưng nó thường được áp dụng khi muốn ghi nhớ một lượng lớn kiến thức. Vậy nên Kỹ thuật lặp lại ngắt quãng thích hợp trong việc học ngôn ngữ thứ hai, đặc biệt là từ vựng.

## Các nghiên cứu và ứng dụng
Hiệu ứng tâm lý ngắt quãng được định nghĩa bởi Hermann Ebbinghaus - nhà tâm lý học nổi tiếng người Đức, và được công bố một cách chi tiết qua cuốn sách Über das Gedächtnis. Untersuchungen zur experimentellen Psychologie (Memory: A Contribution to Experimental Psychology, tạm dịch là "Trí nhớ: Một đóng góp cho Tâm lý học thực nghiệm") được xuất bản năm 1885. Theo đó, hiệu ứng này giúp cải thiện khả năng ghi nhớ cùng một khối lượng nội dung trong một khoảng thời gian trải dài.
Sự ứng dụng nguyên lý Lặp lại ngắt quãng vào việc học được đề cập đến lần đầu qua quyển "Tâm lý trong việc học "(Psychology of Study) của giáo sư Cecil Alec Mace năm 1932. Vào năm 1939 H. F. Spitzer đã tiến hành thử nghiệm phương pháp này với 3600 em học sinh lớp 6 đang học môn Khoa học tại bang Iowa. Qua đó đã chứng tỏ rằng kỹ thuật này thật sự có hiệu quả. Thử nghiệm này lúc đầu không gây được chú ý cho đến những năm 1960, khi các nhà Tâm lý học nhận thức bao gồm cả Melton, Landauer & Bjork nghiên cứu về sự ảnh hưởng của việc lặp lại nhiều lần trong cải thiện trí nhớ. Trong khoảng thời gian đó các khóa học ngôn ngữ Pimsleur đã đi tiên phong trong việc ứng dụng kỹ thuật lặp lại ngắt quãng vào thực tế. Vào năm 1973, Sebastian Leitner đã phát minh ra "hệ thống Leitner" - hệ thống giúp ôn tập nhiều lần để đạt được các thành tích thông qua việc sử dụng flashcards.
Sự phát triển của máy tính cá nhân từ những năm 1980s đã ảnh hưởng lớn tới phương pháp học bằng kỹ thuật lặp lại ngắt quãng nhờ các phần mềm học tập. Các phần mềm này tạo ra một hệ thống tự động lên lịch để người dùng ôn lại kiến thức trong những khoảng cách thời gian lớn dần. Không những thế, những ứng dụng này còn cho phép người dùng đạt được các thành tích để tưởng thưởng cho những thành quả của mình.

## Các thuật toán
Có nhiều thuật toán được sử dụng để lên lịch học lặp lại ngắt quãng. Trong đó phổ biến gồm: 
- Dựa trên Mạng lưới Neural   [2]
- Hệ thống Leitner: 5 giai đoạn chính và những khoảng tùy ý
- Các thuật toán dựa trên SuperMemo

Có nhiều giả thuyết về sự ảnh hưởng của thời gian đối với kỹ thuật này. Trong tương lai vẫn cần tiến hành thêm các thí nghiệm để làm rõ những giả thuyết đó.  

## Khoảng thời gian nhớ lại Pimsleur
Được công bố bởi Paul Pimsleur vào năm 1967. Khoảng thời gian lặp lại Pimsleur được sử dụng trong các chương trình học ngoại ngữ Pimsleur. Đặc điểm của khoảng lặp này là có thể áp dụng vào được những khoảng thời gian nhỏ (tính bằng giây và phút), thích hợp trong việc học qua các audio.
Cụ thể, trong nghiên cứu của Pimsleur, khoảng cách thời gian giữa các lần lặp lại là: 
5 giây, 25 giây, 2 phút, 10 phút, 1 giờ, 5 giờ, 1 ngày, 5 ngày, 25 ngày, 4 tháng, 2 năm. 

## Phần mềm
Phần lớn các phần mềm áp dụng kỹ thuật lặp lại ngắt quãng (SRS- Spaced Repetition Software) đều áp dụng hình thức ôn tập với flashcards. (Flashcard có thể hiểu nôm na là một thẻ thông tin để lưu trữ các kiến thức cần học hay câu trả lời chính xác). Khi cần ôn lại người dùng cần phải nhập kết quả (thông tin cần ghi nhớ) tương ứng với câu hỏi (thông tin gợi ý). Dựa vào kết quả, phần mềm sẽ tính toán thời gian cho lần ôn lại tiếp theo của thông tin đó. 
Các tính năng nâng cao mà các phần mềm cung cấp gồm:
 
- Hệ thống nhận diện giọng nói để luyện phát âm.
- Tự động tìm từ vựng để học.
- Đưa thêm các ví dụ của câu hoặc từ đồng nghĩa giúp ghi nhớ thông tin.
- Có cộng đồng hỗ trợ học tập.